# フィリップ・コトラー
フィリップ・コトラー（Philip Kotler、1931年5月27日 - ）は、アメリカ合衆国の経営学者（マーケティング論）。学位はPh.D.（マサチューセッツ工科大学）。ノースウェスタン大学ケロッグ経営大学院SCジョンソン特別教授。

## 来歴
シカゴ大学で経済学の修士号を、マサチューセッツ工科大学で経済学の博士号を取得した。その後、ノースウェスタン大学のケロッグ経営大学院にて教授に就任した。現在はSCジョンソン特別教授（S.C. Johnson & Son Distinguished Professor）を務める。現代マーケティングの第一人者として知られ、日本でも数多くの著書が翻訳されるとともに、解説本なども出版され、主要な学術誌に90点を超える論文を寄稿している。コトラーの著書の日本語翻訳は、主に村田昭治、井関利明、恩藏直人らが監修している。

## 研究

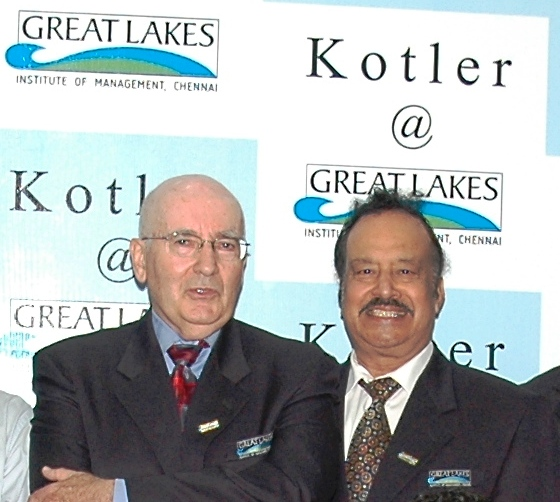
2008年1月9日、バラ・V・バラチャンドラン（右）と

企業を取り巻く外部環境を分析するPEST分析、顧客のセグメンテーション・ターゲティング・ポジショニングを説くSTP理論や、マーケティングの4Pにpublic opinion（世論）・political power（政治力）を加えた6P理論、または4Pにpeople（人）・processes（プロセス）・physical evidence（物的証拠）を加えた7P理論などが有名。また、その研究活動は、営利事業の分野だけに留まらない。美術館や非営利事業の資金調達、あるいは政治活動のマーケティングの研究などその足跡は他分野に及んでいる。
時代とともに変遷するマーケティングの概念を平易で具体的に説明していることなどから、「近代マーケティングの父」、「マーケティングの神様」と評される。「マーケティングは生産物を処分するための技術などではなく、本物の顧客価値を生み出すための活動で、顧客の生活向上を支援する概念でもある」、「マーケティングの役割とは、たえず変化する人々のニーズを収益機会に転化することだ」など、マーケティングの本質について広く理解を得るための活動を行っていることで知られる。一方、「マーケティング教科書の神様」と批評されることもあり、フィンランドのマーケティング学者クリスチャン・グレンルースはコトラーが体系化したマーケティング理論を否定・批判している。
なお、マーケティングの4Pを最初に提唱したのはエドモンド・ジェローム・マッカーシーだが、最初に提唱したのはコトラーだと誤解している者も多い。コトラー自身も「最初に提唱したのはジェリー・マッカーシーだ」と述べたうえで「日本では『4P』の最初の提唱者が私だと思っている読者がいるが、ちゃんと先達がいた」と説明している。

### 競争戦略
自社製品が市場でどれだけのシェアを獲得しているかによって、「リーダ」「チャレンジャ」「フォロワ」「ニッチャ」の4つの競争地位に分類され、それぞれが適した戦略を実行すべきと主張している。
| 競争地位       | 特徴                                       | とるべき戦略                                                                             |
| -------------- | ------------------------------------------ | ---------------------------------------------------------------------------------------- |
| リーダー       | 市場の過半をおさえ圧倒的優位に立つ         | 現在のシェアを維持し、新規需要を開拓するなどして市場規模拡大を図る。いわゆる全方位戦略。 |
| チャレンジャー | 2番目のシェアをもつ                        | リーダー企業に対して、差別化や低価格路線を採用し、シェアNo.1を目指す。                   |
| フォロワ       | 市場シェアは下位で資金力も弱い             | 成功しているリーダー企業を模倣し、シェア拡大を図る。                                     |
| ニッチャ       | ベンチャー企業などで、独自性や専門性をもつ | ニッチ戦略で大企業が参入しにくい特定分野に資源を投入して利益を得る。                     |

## 顕彰
インドネシアでは、コトラーの肖像を描いた切手が発行されている。

## 家族・親族
実弟のミルトン・コトラーは、コトラーマーケティンググループの代表を務めている。

## 主な著作
- Marketing Management: Analysis,Planning, and Control,Prentice Hall.
  - 翻訳書：野々口格三[ほか][訳](1971年)『マーケティング マネジメント』（上下巻）鹿島研究所出版会。
    - 小坂恕・疋田聰・三村優美子[訳]、村田昭治[監修](1983年)『マーケティング・マネジメント[第4版]―競争的戦略時代の発想と展開―』プレジデント社。（原著第4版の翻訳）
- Principles of Marketing,Prentice Hall.
  - 翻訳書：村田昭治[監修]、和田充夫・上原征彦[訳]『マーケティング原理―戦略的アプローチ―』ダイヤモンド社。
- Marketing for nonprofit organizations,Prentice-Hall.（1975年）
  - 井関利明[ほか][訳](1991年)『非営利組織のマーケティング戦略―自治体・大学・病院・公共機関のための新しい変化対応パラダイム―』第一法規出版。（原著第2版(1982年刊)の翻訳）
- Social Marketing:Strategies for Changing Public Behavior,The Free Press.（1989年、Eduardo L. Robertoと共著。）
  - 翻訳書：井関利明[監訳](1995年)『ソーシャル・マーケティング―行動変革のための戦略―』ダイヤモンド社。

- Up and Out of Poverty: the Social Marketing Solution,Pearson Education.（2009年、Nancy R. Leeと共著。）
  - 翻訳書：塚本一郎(2010)『コトラー ソーシャル・マーケティング―貧困に克つ7つの視点と10の戦略的取り組み―』丸善。
- Marketing 3.0: From Products to Customers to the Human Spirit,John Wiley & Sons.（2010年、Hermawan KartajayaとIwan Serhiwanと共著。）
  - 翻訳書：恩藏直人[監訳]、藤井清美[訳](2010)『コトラーのマーケティング3.0―ソーシャル・メディア時代の新法則』朝日新聞出版。

- 『コトラーのマーケティング・マネジメント』ISBN 978-4-89471-658-2
- 『コトラーのマーケティング・コンセプト』ISBN 978-4-492-55476-0
- 『マーケティング10の大罪』ISBN 978-4-492-55529-3
- 『コトラーのホスピタリティ＆ツーリズム・マーケティング』
- 『コトラーの戦略的マーケティング』
- 『コトラーの資金調達マーケティング』
- 『コトラーのプロフェッショナル・サービス・マーケティング』
- 『新マーケティング原論』（翔泳社）
- 『市場戦略論』
- 『社会的責任のマーケティング』
- 『コトラーのマーケティング講義』
- 『コトラーのマーケティング思考法』
- 『カオティクス』（東洋経済新報社）
- Marketing 5.0: Technology for Humanity,WILEY. (2021年、Hermawan Kartajaya,とIwan Setiawanと共著) 
  - 翻訳書：恩藏直人[監訳]、藤井清美[訳](2022)『コトラーのマーケティング5.0―デジタル・テクノロジー時代の革新戦略』朝日新聞出版。

## 日本語訳未翻訳著書
- Social Marketing: Improving the Quality of Life,2nd Edition,Sage Publications,Inc..（2002年、Ned Roberto、Nancy R. Leeと共著。）
- Social Marketing: Influencing Behaviors for Good,3rd Edition,Sage Publications,Inc..（2008年、Nancy R. Leeと共著。）
- Social Marketing for Public Health: Global Trends and Success Stories,Jones & Bartlett Pub..（2009年、Hong Cheng、Nancy R. Leeと共編著。）
- Social Marketing to Protect the Environment: What Works,Sage Publications,Inc..）（2011年、Doug McKenzie-Mohr、Nancy R. Lee、Paul Wesley Schultzと共著。）
- Social Marketing: Influencing Behaviors for Good,4th Edition,Sage Publications.（2012年、Nancy R. Leeと共著。）